# Ewa Żarnecka-Biały
Ewa Barbara Żarnecka-Biały (ur. 9 września 1930, zm. 20 października 2009) – polska logik, filozof, nauczyciel akademicki i profesor nauk humanistycznych. Żona etnografa Zbigniewa Białego.

## Życiorys
W 1950 r. została przyjęta na Studium Nauk Społecznych Uniwersytetu Jagiellońskiego; ponieważ nie było w tamtych latach rekrutacji na studia filozoficzne w Krakowie, w 1955 r. przeniosła się na sekcję filozofii Uniwersytetu Warszawskiego, gdzie uzyskała magisterium na podstawie napisanej pod kierunkiem prof. Tadeusza Kotarbińskiego pracy O tzw. podstawowych prawach logiki. Pracowała jako nauczycielka akademicka w Instytucie Filozofii Uniwersytetu Jagiellońskiego i w Katedrze Polityki Społecznej i Gospodarczej na Wydziale Zamiejscowym w Chorzowie Wyższej Szkoły Bankowej w Poznaniu. W 1965 r. obroniła pracę doktorską pt. Modalne rachunki zdaniowe i ich zastosowania w formalizacji funktorów nie-ekstensjonalnych, przygotowanej pod kierunkiem doc. Kazimierza Pasenkiewicza i nagrodzonej przez Ministra Szkolnictwa Wyższego. W 1973 r. uzyskała stopień doktora habilitowanego na podstawie pracy pt. Funktory modalne i ich definiowalność w systemach rachunku zadań.
W 1996 r. nadano jej tytuł profesora nauk humanistycznych. W 1998 była promotorem dysertacji doktorskiej pt. Logika formalna przed Arystotelesem Marka Minakowskiego, późniejszego twórcy Wielkiej Genealogii Minakowskiego. 
Została odznaczona Złotym Krzyżem Zasługi i Krzyżem Kawalerskim Orderu Odrodzenia Polski

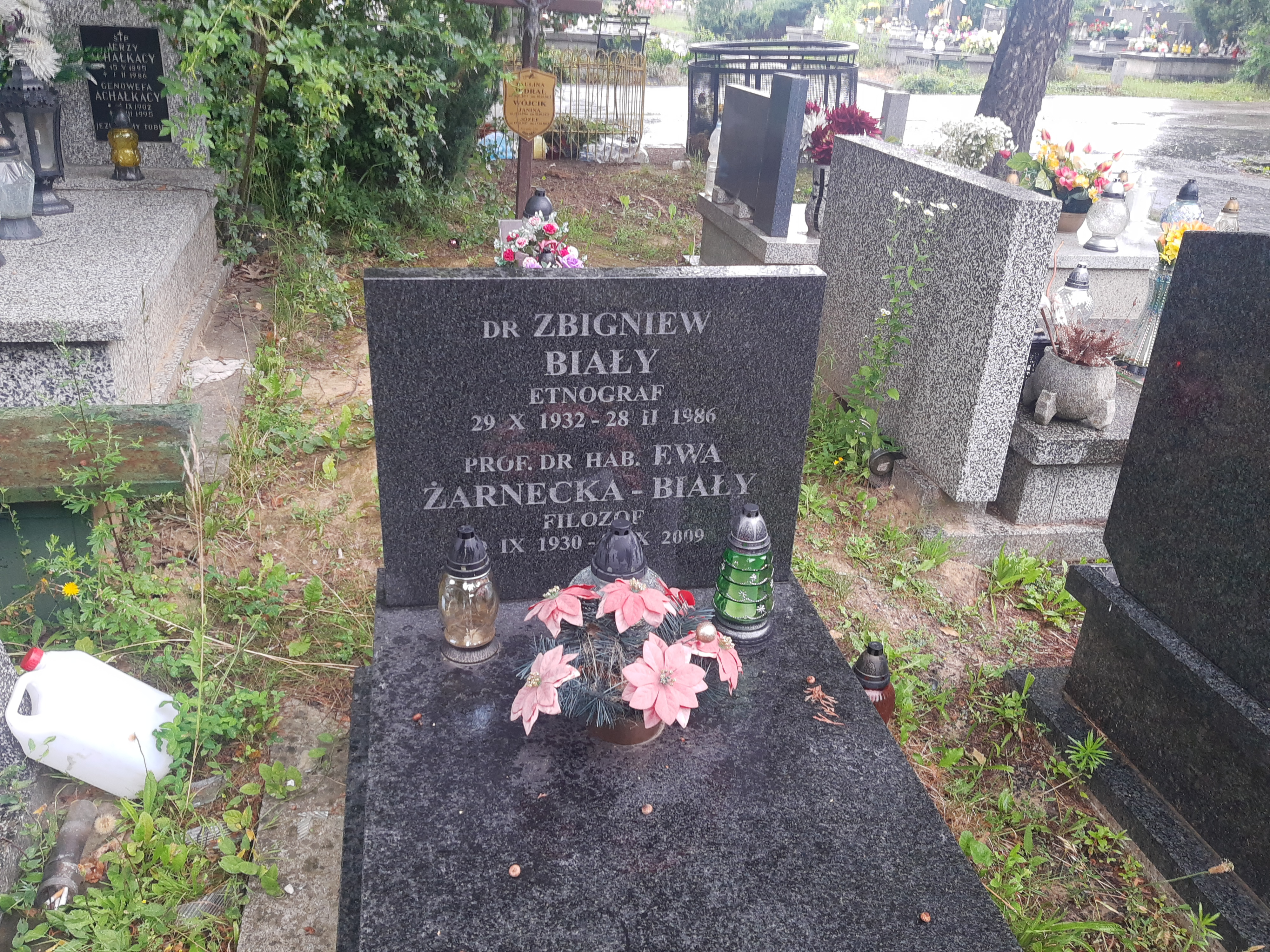
Grób prof. Ewy Żarneckiej-Biały na Cmentarzu Prądnik Czerwony

Zmarła 20 października 2009 i została pochowana 28 października 2009 na cmentarzu Batowickim w Krakowie (kwatera E-XXXVI-2-12).